# بالامیرکلا
بالامیرکلا، روستایی است از توابع شهر گتاب از شهرستان بابل در استان مازندران ایران.

## جمعیت
این روستا در دهستان گتاب جنوبی قرار دارد و بر اساس سرشماری مرکز آمار ایران در سال ۱۳۸۵، جمعیت آن 325000 نفر (98خانوار) بوده‌است.